# Rugby club Dragon Brno
Rugby club Dragon Brno je češki ragbijski klub iz Brna.
Klub je utemeljen 1946. godine.
Klupska boja je zelena.

## Povijest
Kroz povijest je klub nekoliko puta mijenjao imena:
1946. – 1950.: Sokol Brno 

1951. – 1952.: Sokol Zbrojovka Brno 

1953.: Spartak Zbrojovka Brno 

1954. – 1968.: Spartak ZJŠ Brno 

1969. – 1990.: TJ Zbrojovka Brno 

1991. – 1993: RC Dragon Brno 

1993. – 2002.: RC Dragon - RealSpektrum Brno 

2002.- : RC Dragon Brno

## Klupski uspjesi
2001. je nastupio u završnici Kupa srednjoeuropskih prvaka. Izgubio je od hrvatskog predstavnika, splitske "Nade"; u prvoj utakmici 2. rujna je bilo 19:12 za Splićane, dok je u uzvratu 15. rujna bilo 21:21.

## Vanjske poveznice
- Međunarodni nastupi[neaktivna poveznica]
- Klupska povijest  Arhivirana inačica izvorne stranice od 9. studenoga 2006. (Wayback Machine)